# Craugastòrids
Els craugastòrids (Craugastoridae) són una família d'amfibis que es troben a Amèrica. La família es va originar a partir de la fusió de les famílies Craugastoridae i Strabomantidae, que pertanyien a la família Leptodactylidae.

## Llista de subfamílies i gèneres
- Subfamília Ceuthomantinae Heinicke, Duellman, Trueb, Means, MacCulloch & Hedges, 2009
  - Gènere Ceuthomantis Heinicke, Duellman, Trueb, Means, MacCulloch & Hedges, 2009
  - Gènere Dischidodactylus Lynch, 1979
  - Gènere Pristimantis Jiménez de la Espada, 1870
  - Gènere Yunganastes Padial, Castroviejo-Fisher, Köhler, Domic & De la Riva, 2007
- Subfamília Craugastorinae Hedges, Duellman & Heinicke, 2008
  - Gènere Craugastor Cope, 1862
  - Gènere Haddadus Hedges, Duellman & Heinicke, 2008
  - Gènere Strabomantis Peters, 1863
- Subfamília Holoadeninae Hedges, Duellman & Heinicke, 2008
  - Gènere Barycholos Heyer, 1969
  - Gènere Bryophryne Hedges, Duellman & Heinicke, 2008
  - Gènere Euparkerella Griffiths, 1959
  - Gènere Holoaden Miranda-Ribeiro, 1920
  - Gènere Hypodactylus Hedges, Duellman & Heinicke, 2008
  - Gènere Lynchius Hedges, Duellman & Heinicke, 2008
  - Gènere Niceforonia Goin & Cochran, 1963
  - Gènere Noblella Barbour, 1930
  - Gènere Oreobates Jiménez de la Espada, 1872
  - Gènere Phrynopus Peters, 1873
  - Gènere Psychrophrynella Hedges, Duellman & Heinicke, 2008